# دیوید پال
دیوید پال (انگلیسی: David Pall; ۲ آوریل ۱۹۱۴ – ۲۱ سپتامبر ۲۰۰۴) دانشمند، و شیمی‌دان اهل کانادا بود.
وی همچنین برندهٔ جوایزی همچون مدال ملی فناوری و نوآوری شده‌است.